# Mielnikowo
Mielnikowo (ros. Мельниково) – miejscowość w Rosji.
Położona na Nizinie Zachodniosyberyjskiej w obwodzie tomskim na lewym brzegu rzeki Mundrowie 64 km na zachód od Tomska. Liczba mieszkańców:  10,1 tys. (2005). Węzeł dróg federacyjnych.